# Травако-Сиккомарио
Травако-Сиккомарио (итал. Travacò Siccomario) — коммуна в Италии, находится в регионе Ломбардия, в провинции Павия.
Население составляет 3623 человека (2008), плотность населения составляет 237 чел./км². Занимает площадь 15 км². Почтовый индекс — 27020. Телефонный код — 0382.
Покровителем коммуны почитается святой Фёдор, празднование во второй понедельник сентября.

## Демография
Динамика населения:

## Города-побратимы
- Камаре-сюр-Эг, Франция

## Администрация коммуны
- Официальный сайт: http://www.comune.travacosiccomario.pv.it